# Segundo Alejandro Castillo
Segundo Alejandro Castillo Nazareno (San Lorenzo, Ecuador, 15 de mayo de 1982) es un exfutbolista y entrenador ecuatoriano. Actualmente se encuentra sin club. 

### Como futbolista

#### Doroteas Futbol Club
Jugó en Doroteas F.C. con Marlon Alajo y Felipe Salinas, también destacó con David Torres.

#### El Nacional
Luego, se trasladó a la capital a uno de los equipos de mayor éxito del Ecuador, el Club Deportivo El Nacional, con el cual obtuvo los títulos consecutivos de liga en 2005 y 2006. De nuevo marcó once goles en ciento doce partidos para el club.

#### Estrella Roja
En agosto de 2006, se trasladó al extranjero y firmó un contrato de dos años con el Estrella Roja de Belgrado de Serbia. Anotó ocho goles, fue campeón en 2007 y jugó setenta y dos partidos.

#### Everton
En agosto del 2008, Castillo se unió al Everton de la Premier League en un préstamo de un año de duración. Hizo su debut el 14 de septiembre del 2008 contra el Stoke City. Anotó su único gol para los toffees en su debut en casa ante el Standard de Lieja el 18 de septiembre del 2008 en la Copa de la UEFA con una potente volea desde 25 yardas.
A Castillo no se le ofreció un contrato permanente en el Everton. Se informó que el Estrella Roja pedía alrededor de cinco millones de libras esterlinas para hacer el trato permanente.

#### Wolverhampton Wanderers
Regresó a la Premier League una vez más cuando se unió al recién ascendido Wolverhampton Wanderers en un préstamo durante toda la temporada el 31 de agosto de 2009. Hizo su debut contra el Fulham el 20 de septiembre del 2009, y tuvo una racha de 8 partidos antes de ser separado del primer equipo. 

#### Deportivo Quito
En julio del 2010, firmó un contrato por 2 años con el bicampeón de Ecuador (2008 y 2009) Sociedad Deportivo Quito. 

#### Club de Fútbol Pachuca
El 17 de junio de 2011, el Club de Fútbol Pachuca de México lo contrata. 

#### Puebla FC
El 6 de diciembre, luego de varios rumores que apuntaban su regreso a Ecuador, fue confirmado finalmente por la directiva del Puebla FC como su nuevo jugador.

#### Al-Hilal
El 22 de junio de 2013 se confirma su llegada al fútbol árabe.

#### Dorados de Sinaloa
Para la temporada 2015, ficha por el club Dorados de Sinaloa, del ascenso de México.

#### Barcelona S. C.
Para la temporada 2016, ficha por Barcelona SC.

#### Guayaquil City
El 28 de diciembre de 2018, ficha por Guayaquil City FC para la temporada 2019.

### Como entrenador
Castillo se unió a Barcelona SC como asistente técnico en 2022, donde trabajó bajo la dirección de varios entrenadores, incluyendo a Fabián Bustos y Ariel Holan. Durante su tiempo como asistente, contribuyó al desarrollo del equipo y ganó experiencia en el cuerpo técnico.
En 2024, tras la salida de Holan, Castillo asumió el cargo de director técnico de forma interina, logrando tres victorias y tres empates en seis partidos. Su desempeño le valió la ratificación como entrenador oficial para la temporada 2025, convirtiéndose en el primer DT ecuatoriano en iniciar una campaña con Barcelona SC en 14 años.
Castillo ganó popularidad en redes sociales y en la prensa ecuatoriana e internacional por su característica forma de vestir, utilizando trajes formales de colores llamativos y elegantes. Su apariencia incluso despertó la atención de medios especializados en moda como la revista Vogue Italia destacando su elegancia.

## Selección nacional

### Categorías inferiores

#### Participaciones en Copas del Mundo Juveniles
| Mundial                     | Sede      | Resultado        | PJ | GA | Asis |
| --------------------------- | --------- | ---------------- | -- | -- | ---- |
| Copa Mundial Sub-20 de 2001 | Argentina | Octavos de final | 4  | 0  | 0    |

### Selección absoluta

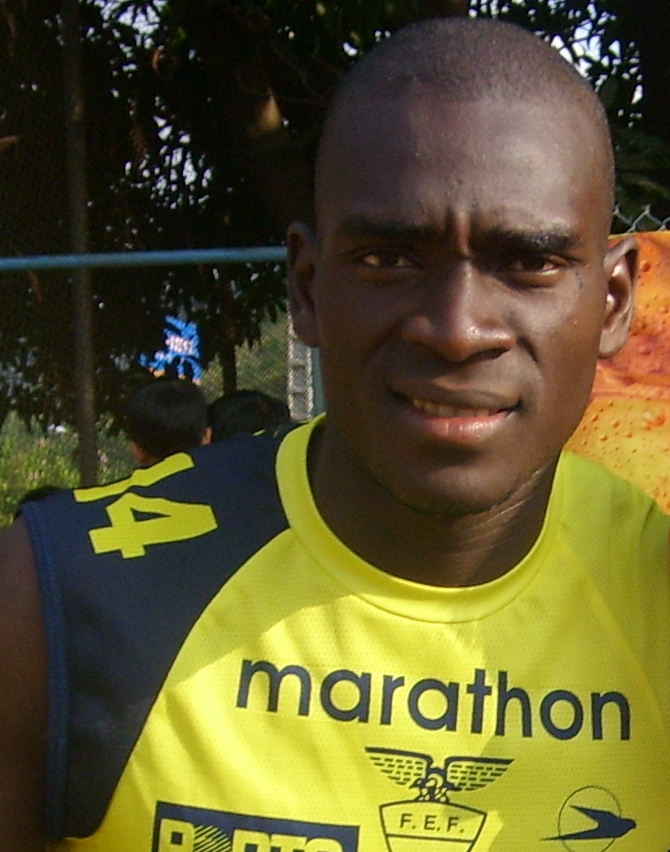
Segundo Castillo en un entrenamiento con la selección ecuatoriana.

Se estrenó con la selección de Ecuador en el 2005, haciendo su debut internacional el 17 de agosto como suplente ante la selección de fútbol de Venezuela. Se convirtió en un jugador regular después de esto y se incluyó en su lista de convocados para la eliminatorias para el Mundial Alemania 2006. Jugó cada minuto de su campaña en el Mundial, donde Ecuador alcanzó la segunda ronda por primera vez en su historia. El 31 de mayo de 2014, en un juego amistoso ante México, una fuerte entrada del jugador mexicano Luis Montes lo lesiona y el mexicano se termina fracturando la tibia y el peroné. Fue convocado para asistir a la Copa Mundial de 2014. Tras un nuevo informe médico, la Federación Ecuatoriana de Fútbol emitió un comunicado indicando que el tiempo de recuperación de la lesión no le permitirá jugar la Copa del Mundo, por lo cual fue reemplazado por su compatriota Oswaldo Minda, quedando así fuera del certamen.

#### Participaciones enCopas del Mundo
| Mundial                  | Sede     | Resultado        | PJ | GA | Asis |
| ------------------------ | -------- | ---------------- | -- | -- | ---- |
| Mundial de Alemania 2006 | Alemania | Octavos de final | 3  | 0  | 0    |

#### Participaciones enEliminatorias al Mundial
| Eliminatoria                                | Sede del Mundial       | Posición               | Resultado   | PJ | GA | Asis |
| ------------------------------------------- | ---------------------- | ---------------------- | ----------- | -- | -- | ---- |
| Eliminatorias Mundial de Corea y Japón 2002 | Corea del Sur y Japón  | 2°lugar 31pts          | Clasificado | 0  | 0  | 0    |
| Eliminatorias Mundial de Alemania 2006      | Alemania               | 3°lugar 28pts          | Clasificado | 2  | 0  | 0    |
| Eliminatorias Mundial de Sudáfrica 2010     | Sudáfrica              | 6°lugar 23pts          | Eliminado   | 17 | 0  | 1    |
| Eliminatorias Mundial de Brasil 2014        | Brasil                 | 4°lugar 25pts          | Clasificado | 12 | 3  | 0    |
| Eliminatorias Mundial de Rusia 2018         | Rusia                  | 8°lugar 20pts          | Eliminado   | 2  | 0  | 1    |
| Total en Eliminatorias                      | Total en Eliminatorias | Total en Eliminatorias | 3/5         | 33 | 3  | 2    |

#### Participaciones enCopas América
| Torneo                 | Sede                   | Resultado              | PJ | GA | Asis |
| ---------------------- | ---------------------- | ---------------------- | -- | -- | ---- |
| Copa América 2007      | Venezuela              | Fase de grupos         | 3  | 0  | 0    |
| Copa América 2011      | Argentina              | Fase de grupos         | 2  | 0  | 0    |
| Total en Copas América | Total en Copas América | Total en Copas América | 5  | 0  | 0    |

## Clubes

### Como jugador
| Club                    | País           | Año       | PJ  | Goles |
| ----------------------- | -------------- | --------- | --- | ----- |
| Espoli                  | Ecuador        | 1998-2002 | 66  | 11    |
| El Nacional             | Ecuador        | 2003-2006 | 130 | 16    |
| Estrella Roja           | Serbia         | 2006-2008 | 58  | 4     |
| Everton                 | Inglaterra     | 2008-2009 | 12  | 1     |
| Wolverhampton Wanderers | Inglaterra     | 2009-2010 | 9   | 0     |
| Deportivo Quito         | Ecuador        | 2010-2011 | 41  | 8     |
| Pachuca                 | México         | 2011-2012 | 47  | 4     |
| Puebla                  | México         | 2012-2013 | 20  | 1     |
| Al-Hilal                | Arabia Saudita | 2013-2014 | 31  | 3     |
| Dorados de Sinaloa      | México         | 2015      | 33  | 3     |
| Barcelona SC            | Ecuador        | 2016-2018 | 53  | 2     |
| Guayaquil City          | Ecuador        | 2019-2020 | 26  | 0     |
| Total                   | Total          | Total     | 526 | 53    |

### Participaciones internacionales
| N.º | Torneo                           | Club            | Resultado        |
| --- | -------------------------------- | --------------- | ---------------- |
| 1   | Copa Libertadores 2003           | El Nacional     | Fase de grupos   |
| 2   | Copa Libertadores 2004           | El Nacional     | Fase de grupos   |
| 3   | Copa Sudamericana 2005           | El Nacional     | Fase preliminar  |
| 4   | Copa Libertadores 2006           | El Nacional     | Fase de grupos   |
| 5   | Copa Sudamericana 2006           | El Nacional     | Octavos de final |
| 6   | Copa Libertadores 2010           | Deportivo Quito | Segunda fase     |
| 7   | Copa Sudamericana 2010           | Deportivo Quito | Primera fase     |
| 8   | Copa Libertadores 2011           | Deportivo Quito | Primera fase     |
| 9   | Copa Sudamericana 2011           | Deportivo Quito | Primera fase     |
| 10  | Liga de Campeones de la AFC 2013 | Al-Hilal        | Octavos de final |
| 11  | Liga de Campeones de la AFC 2014 | Al-Hilal        | Subcampeón       |
| 12  | Copa Sudamericana 2016           | Barcelona       | Primera fase     |
| 13  | Copa Libertadores 2017           | Barcelona       | Semifinal        |
| 14  | Copa Sudamericana 2018           | Barcelona       | Primera fase     |

### Como entrenador
| Equipo                 | Div.  | Temporada | Liga | Liga | Liga | Liga | Liga |    | Copa | Copa | Copa | Copa |   | Internacional | Internacional | Internacional | Internacional | Internacional |   | Otros | Otros | Otros | Otros |    | Totales     | Totales | Totales | Totales | Totales | Totales | Totales | Totales |
| Equipo                 | Div.  | Temporada | PD   | G    | E    | P    | Pos. | PD | G    | E    | P    | PD   | G | E             | P             | Pos.          | PD            | G             | E | P     | PD    | G     | E     | P  | Rendimiento | GF      | GC      | Dif.    |         |         |         |         |
| ---------------------- | ----- | --------- | ---- | ---- | ---- | ---- | ---- | -- | ---- | ---- | ---- | ---- | - | ------------- | ------------- | ------------- | ------------- | ------------- | - | ----- | ----- | ----- | ----- | -- | ----------- | ------- | ------- | ------- | ------- | ------- | ------- | ------- |
| Barcelona SC · Ecuador | 1.ª   | 2023      | 2    | 1    | 0    | 1    | Int. | -  | -    | -    | -    | 3    | 1 | 1             | 1             | Int.          | -             | -             | - | -     | 5     | 2     | 1     | 2  | 46.67%      | 9       | 10      | -1      |         |         |         |         |
| Barcelona SC · Ecuador | 1.ª   | 2024      | 7    | 3    | 4    | 0    | 3.º  | -  | -    | -    | -    | -    | - | -             | -             | -             | -             | -             | - | -     | 7     | 3     | 4     | 0  | 61.91%      | 20      | 8       | +12     |         |         |         |         |
| Barcelona SC · Ecuador | 1.ª   | 2025      | 16   | 9    | 2    | 5    | Inc. | -  | -    | -    | -    | 10   | 3 | 2             | 5             | FG            | -             | -             | - | -     | 26    | 12    | 4     | 11 | 51.28%      | 31      | 30      | +1      |         |         |         |         |
| Barcelona SC · Ecuador | Total | Total     | 25   | 13   | 6    | 6    | -    | -  | -    | -    | -    | 13   | 4 | 3             | 6             | -             | -             | -             | - | -     | 38    | 17    | 9     | 12 | 52.63%      | 60      | 48      | +12     |         |         |         |         |
| 1.                     |       |           |      |      |      |      |      |    |      |      |      |      |   |               |               |               |               |               |   |       |       |       |       |    |             |         |         |         |         |         |         |         |

#### Resumen por competiciones
| Competición        | Partidos | Ganados | Empatados | Perdidos | %      | Resultado        |
| ------------------ | -------- | ------- | --------- | -------- | ------ | ---------------- |
| Serie A de Ecuador | 25       | 13      | 6         | 6        | 60%    | 3.er lugar       |
| Copa Libertadores  | 12       | 3       | 3         | 6        | 33.33% | Fase de grupos   |
| Copa Sudamericana  | 1        | 1       | 0         | 0        | 100%   | Ronda intermedia |
| TOTAL              | 38       | 17      | 9         | 12       | 52.63% | Sin Títulos      |

## Palmarés

### Campeonatos nacionales
| Título                    | Club                      | País    | Año       |
| ------------------------- | ------------------------- | ------- | --------- |
| Serie A de Ecuador        | El Nacional               | Ecuador | 2005      |
| Serie A de Ecuador        | El Nacional               | Ecuador | 2006      |
| Superliga de Serbia       | Estrella Roja de Belgrado | Serbia  | 2006-2007 |
| Copa de Serbia            | Estrella Roja de Belgrado | Serbia  | 2006-2007 |
| Liga de Ascenso de México | Dorados                   | México  | 2014-2015 |
| Serie A de Ecuador        | Barcelona                 | Ecuador | 2016      |

Otros logros:
- subcampeón de la Liga de Campeones de la AFC 2014 con Al-Hilal.

### Campeonatos nacionales amistosos
| Título            | Club      | País    | Año  |
| ----------------- | --------- | ------- | ---- |
| Copa Nelson Muñoz | Barcelona | Ecuador | 2016 |